# Super 12 1999
Il Super 12 1999 fu la 4ª edizione del Super Rugby, competizione professionistica di rugby a 15 organizzata dal SANZAR tra i club di Australia, Nuova Zelanda e Sudafrica.
Composta interamente di franchise, si tenne tra febbraio e maggio 1999.
Nella stagione regolare ogni squadra incontrò tutte le altre in partita di sola andata; per non aggravare i costi di trasferta alcuni turni furono di cinque piuttosto che di sei incontri, sì da permettere alle squadre in visita in un continente di disputare tutti gli incontri in giornate consecutive; per tale ragione il calendario prevedette 12 giornate invece di 11.
Le semifinali si disputarono tra le prime quattro classificate, gli australiani Queensland Reds, i sudafricani Stormers e i neozelandesi Highlanders e Canterbury Crusaders; furono proprio questi ultimi due a disputare la finale, al Carisbrook di Dunedin, che vide la vittoria per 24-19 dei Crusaders che così confermarono il titolo vinto l'anno precedente.

## Squadre partecipanti e ambiti territoriali
| Paese         | Squadra     | Sede           | Area                                      |
| ------------- | ----------- | -------------- | ----------------------------------------- |
| Australia     | Brumbies    | Canberra       | Territorio della Capitale Australiana     |
| Australia     | Reds        | Brisbane       | Stato del Queensland                      |
| Australia     | Waratahs    | Sydney         | Stato del Nuovo Galles del Sud            |
| Nuova Zelanda | Blues       | Auckland       | Penisola di North Auckland                |
| Nuova Zelanda | Chiefs      | Hamilton       | Distretti di Hamilton, Tauranga e Rotorua |
| Nuova Zelanda | Crusaders   | Christchurch   | Regione di Canterbury                     |
| Nuova Zelanda | Highlanders | Dunedin        | Distretto di Otago e South Land           |
| Nuova Zelanda | Hurricanes  | Wellington     | Wellington, Palmerston North e Napier     |
| Sudafrica     | Bulls       | Pretoria       | East Rand, Limpopo                        |
| Sudafrica     | Lions       | Johannesburg   | Mpumalanga, Provincia del Nordovest       |
| Sudafrica     | Sharks      | Durban         | KwaZulu-Natal                             |
| Sudafrica     | Stormers    | Città del Capo | Cape Winelands, West Coast                |

## Stagione regolare

### Risultati
|           | 1ª giornata                  |       |
| --------- | ---------------------------- | ----- |
| 26-2-1999 | Cats - Brumbies              | 33-22 |
| 26-2-1999 | Crusaders - Chiefs           | 48-3  |
| 27-2-1999 | Sharks - Waratahs            | 13-13 |
| 27-2-1999 | Northern Bulls - Stormers    | 19-42 |
| 27-2-1999 | Queensland Reds - Hurricanes | 11-0  |
| 27-2-1999 | Highlanders - Blues          | 19-13 |

|           | 4ª giornata               |       |
| --------- | ------------------------- | ----- |
| 19-3-1999 | Brumbies - Stormers       | 37-15 |
| 19-3-1999 | Crusaders - Hurricanes    | 18-18 |
| 20-3-1999 | Waratahs - Northern Bulls | 39-23 |
| 20-3-1999 | Blues - Queensland Reds   | 12-12 |
| 20-3-1999 | Cats - Highlanders        | 28-29 |
|           |                           |       |

|           | 7ª giornata                      |       |
| --------- | -------------------------------- | ----- |
| 9-4-1999  | Highlanders - Crusaders          | 23-6  |
| 9-4-1999  | Northern Bulls - Queensland Reds | 7-17  |
| 10-4-1999 | Blues - Hurricanes               | 23-7  |
| 10-4-1999 | Brumbies - Chiefs                | 13-16 |
| 10-4-1999 | Stormers - Sharks                | 35-19 |
|           |                                  |       |

|           | 10ª giornata               |       |
| --------- | -------------------------- | ----- |
| 30-4-1999 | Chiefs - Sharks            | 32-19 |
| 1-5-1999  | Stormers - Blues           | 37-23 |
| 1-5-1999  | Waratahs - Queensland Reds | 13-30 |
| 1-5-1999  | Highlanders - Brumbies     | 9-8   |
| 2-5-1999  | Crusaders - Cats           | 58-38 |
|           |                            |       |

|          | 2ª giornata                  |       |
| -------- | ---------------------------- | ----- |
| 5-3-1999 | Sharks - Brumbies            | 21-16 |
| 5-3-1999 | Blues - Crusaders            | 16-22 |
| 6-3-1999 | Cats - Waratahs              | 10-39 |
| 6-3-1999 | Chiefs - Queensland Reds     | 17-19 |
| 6-3-1999 | Highlanders - Northern Bulls | 65-23 |
| 7-3-1999 | Hurricanes - Stormers        | 22-24 |

|           | 5ª giornata                 |       |
| --------- | --------------------------- | ----- |
| 26-3-1999 | Sharks - Highlanders        | 32-8  |
| 26-3-1999 | Chiefs - Blues              | 18-29 |
| 26-3-1999 | Waratahs - Stormers         | 18-28 |
| 27-3-1999 | Cats - Hurricanes           | 43-27 |
| 27-3-1999 | Crusaders - Queensland Reds | 23-36 |
| 27-3-1999 | Brumbies - Northern Bulls   | 73-9  |

|           | 8ª giornata                   |       |
| --------- | ----------------------------- | ----- |
| 16-4-1999 | Hurricanes - Chiefs           | 21-24 |
| 17-4-1999 | Sharks - Northern Bulls       | 29-0  |
| 17-4-1999 | Queensland Reds - Highlanders | 19-20 |
| 17-4-1999 | Brumbies - Waratahs           | 27-16 |
| 17-4-1999 | Blues - Cats                  | 24-11 |
| 18-4-1999 | Stormers - Crusaders          | 28-19 |

|          | 11ª giornata           |       |
| -------- | ---------------------- | ----- |
| 7-5-1999 | Hurricanes - Waratahs  | 13-7  |
| 8-5-1999 | Northern Bulls - Blues | 21-19 |
| 8-5-1999 | Queensland Reds - Cats | 22-12 |
| 8-5-1999 | Stormers - Chiefs      | 16-9  |
| 9-5-1999 | Crusaders - Sharks     | 34-29 |
|          |                        |       |

|           | 3ª giornata                 |       |
| --------- | --------------------------- | ----- |
| 12-3-1999 | Highlanders - Stormers      | 46-14 |
| 12-3-1999 | Queensland Reds - Brumbies  | 19-18 |
| 13-3-1999 | Cats - Sharks               | 20-36 |
| 13-3-1999 | Hurricanes - Northern Bulls | 37-18 |
| 13-3-1999 | Waratahs - Chiefs           | 36-30 |
|           |                             |       |

|          | 6ª giornata                |       |
| -------- | -------------------------- | ----- |
| 2-4-1999 | Brumbies - Crusaders       | 21-28 |
| 3-4-1999 | Chiefs - Highlanders       | 16-27 |
| 3-4-1999 | Waratahs - Blues           | 20-21 |
| 3-4-1999 | Cats - Northern Bulls      | 57-24 |
| 3-4-1999 | Stormers - Queensland Reds | 35-14 |
| 3-4-1999 | Sharks - Hurricanes        | 18-34 |

|           | 9ª giornata                |       |
| --------- | -------------------------- | ----- |
| 23-4-1999 | Highlanders - Waratahs     | 15-23 |
| 24-4-1999 | Northern Bulls - Crusaders | 28-30 |
| 24-4-1999 | Blues - Sharks             | 6-12  |
| 24-4-1999 | Chiefs - Cats              | 44-42 |
| 25-4-1999 | Hurricanes - Brumbies      | 13-21 |
|           |                            |       |

|           | 12ª giornata             |       |
| --------- | ------------------------ | ----- |
| 14-5-1999 | Northern Bulls - Chiefs  | 31-39 |
| 14-5-1999 | Queensland Reds - Sharks | 34-13 |
| 14-5-1999 | Blues - Brumbies         | 16-22 |
| 15-5-1999 | Stormers - Cats          | 16-18 |
| 15-5-1999 | Waratahs - Crusaders     | 22-38 |
| 15-5-1999 | Hurricanes - Highlanders | 21-19 |

### Classifica
|  |     | Squadra              | G  | V | N | P  | PF  | PS  | B | Pt |
|  | --- | -------------------- | -- | - | - | -- | --- | --- | - | -- |
|  | 1.  | Reds                 | 11 | 8 | 1 | 2  | 233 | 170 | 2 | 36 |
|  | 2.  | Stormers             | 11 | 8 | 0 | 3  | 290 | 244 | 4 | 36 |
|  | 3.  | Otago Highlanders    | 11 | 8 | 0 | 3  | 280 | 203 | 3 | 35 |
|  | 4.  | Canterbury Crusaders | 11 | 7 | 1 | 3  | 324 | 262 | 3 | 33 |
|  | 5.  | Brumbies             | 11 | 5 | 0 | 6  | 278 | 195 | 8 | 28 |
|  | 6.  | Chiefs               | 11 | 5 | 0 | 6  | 248 | 301 | 6 | 26 |
|  | 7.  | Coastal Sharks       | 11 | 5 | 1 | 5  | 241 | 232 | 3 | 25 |
|  | 8.  | Waratahs             | 11 | 4 | 1 | 6  | 246 | 248 | 6 | 24 |
|  | 9.  | Auckland Blues       | 11 | 4 | 1 | 6  | 202 | 201 | 5 | 23 |
|  | 10. | Hurricanes           | 11 | 4 | 1 | 6  | 213 | 226 | 4 | 22 |
|  | 11. | Cats                 | 11 | 4 | 0 | 6  | 312 | 341 | 6 | 22 |
|  | 12. | Bulls                | 11 | 1 | 0 | 10 | 203 | 447 | 3 | 7  |

## Semifinali
| Brisbane 22 maggio 1999 | Reds | 22 – 28 | Canterbury Crusaders | Ballymore Stadium |

| Città del Capo 23 maggio 1999 | Stormers | 18 – 33 | Otago Highlanders | Newlands Stadium |

## Finale
| Dunedin 30 maggio 1999 | Otago Highlanders | 19 – 24 | Canterbury Crusaders | Carisbrook\| Arbitro: \| André Watson \| |
| Arbitro:               | André Watson      |         |                      |                                          |